# Município de Newberry (condado de Miami, Ohio)
O município de Newberry (em inglês: Newberry Township) é um município localizado no condado de Miami no estado estadounidense de Ohio. No ano de 2010 tinha uma população de 6.449 habitantes e uma densidade populacional de 58,18 pessoas por km².

## Geografia
O município de Newberry encontra-se localizado nas coordenadas 40° 08′ 43″ N, 84° 22′ 16″ O. Segundo o Departamento do Censo dos Estados Unidos, o município tem uma superfície total de 110.85 km², da qual 109.74 km² correspondem a terra firme e (1%) 1.11 km² é água.

## Demografia
Segundo o censo de 2010, tinha 6.449 habitantes residindo no município de Newberry. A densidade populacional era de 58,18 hab./km². Dos 6.449 habitantes, o município de Newberry estava composto pelo 98.05% brancos, o 0.31% eram afroamericanos, o 0.19% eram amerindios, o 0.2% eram asiáticos, o 0.03% eram insulares do Pacífico, o 0.22% eram de outras raças e o 1.01% pertenciam a dois ou mais raças. Do total da população o 0.7% eram hispanos ou latinos de qualquer raça.